# Vélmino
Vélmino (en rus: Вельмино) és un poble de l'óblast de Tula, a Rússia, segons el cens del 2010 tenia 64 habitants.